# Welterbe in Andorra

Zum Welterbe in Andorra gehört (Stand 2017) eine UNESCO-Welterbestätte des Weltkulturerbes. Andorra ist der Welterbekonvention 1997 beigetreten, die bislang einzige Welterbestätte wurde 2004 in die Welterbeliste aufgenommen.

## Welterbestätten
Die folgende Tabelle listet die UNESCO-Welterbestätten in Andorra in chronologischer Reihenfolge nach dem Jahr ihrer Aufnahme in die Welterbeliste (K – Kulturerbe, N – Naturerbe, K/N – gemischt, (G) – auf der Liste des gefährdeten Welterbes).
| Bild             | Bezeichnung                       | Jahr | Typ | Ref. | Beschreibung |
| ---------------- | --------------------------------- | ---- | --- | ---- | --- |
| (weitere Bilder) | Madriu-Perafita-Claror-Tal (Lage) | 2004 | K   | 1160 | In dem 4.247 ha großen Gletschertal im Südosten des Landes siedeln seit dem 13. Jahrhundert dauerhaft Menschen. Durch das Welterbe geschützt sind Sommeransiedlungen, Terrassenfelder, Gebirgspfade und Anzeichen einer früheren Eisengewinnung. Die Eintragung wurde 2006 überarbeitet. |

## Tentativliste
In der Tentativliste ist die Stätte eingetragen, die für eine Nominierung zur Aufnahme in die Welterbeliste vorgesehen ist.
Mit Stand 2021 ist eine Stätte in der Tentativliste von Andorra eingetragen, die letzte Eintragung erfolgte 2021.
| Bild                                                                                     | Bezeichnung                                                                              | Jahr | Typ | Ref. | Beschreibung |
| ---------------------------------------------------------------------------------------- | ---------------------------------------------------------------------------------------- | ---- | --- | ---- | --- |
| Materielle Zeugen für die Errichtung des Staates der Pyrenäen: das Co-Fürstentum Andorra | Materielle Zeugen für die Errichtung des Staates der Pyrenäen: das Co-Fürstentum Andorra | 2021 | K   | 6505 | In Andorra gehören zehn Stätten zum Vorschlag: Santa Coloma d’Andorra (seit 1999 bereits auf der Tentativliste), Sant Joan de Caselles, Sant Romà de les Bons, Sant Martí de la Cortinada, Sant Climent de Pal, Sant Miquel d’Engolasters, Sant Serni de Nagol (auch seit 1999 bereits auf der Vorschlagsliste), Casa de la Vall, Archäologische Zone von Roc d’Enclar, Archäologische Zone von Roureda de la Margineda |

### Ehemalige Welterbekandidaten
Diese Stätte stand früher auf der Tentativliste, wurde jedoch wieder zurückgezogen.
Stätten, die in anderen Einträgen auf der Tentativliste enthalten oder Bestandteile von Welterbestätten sind, werden hier nicht berücksichtigt.
| Bild                             | Bezeichnung                      | Jahr      | Typ | Ref. | Beschreibung |
| -------------------------------- | -------------------------------- | --------- | --- | ---- | --- |
| Die romanischen Kirchen Andorras | Die romanischen Kirchen Andorras | 1999–2021 | K   | 1269 | Mit diesem Vorschlag sollten mehrere romanische Kirchen in Andorra in die Liste aufgenommen werden. Die meisten sind nun in der Nominierung "Materielle Zeugen für die Errichtung des Staates der Pyrenäen: das Co-Fürstentum Andorra" enthalten. Nicht mehr Teil des Vorschlags sind der Glockenturm und Portalvorbau von Santa Eulàlia d’Encamp und der Glockenturm von Sant Julià i Sant Germà |